# De Smurfendreiging
De Smurfendreiging is het 21ste stripalbum uit de reeks De Smurfen. Het album werd voor het eerst uitgegeven in 2000 door Le Lombard. Sinds 2008 wordt het album met een licht gewijzigde cover en herziene belettering uitgegeven bij Standaard Uitgeverij.

## Het verhaal
De Smurfen hebben constant ruzie met elkaar. Hun interne ruzies vervallen plots in het niets als een stam van "grijze" Smurfen hun dorp onveilig komt maken: het zijn kwaadaardige Smurfen die in het bos wonen. Ze hebben grijze mutsen en een blauwgrijze huid. Hoewel de Smurfen ze vriendelijk ontvangen, sluiten ze de toegang tot water en voedsel voor de Smurfen af. Potige Smurf geeft er enkele een pandoering. Hij wordt als held ontvangen bij de Smurfen, maar de grijze Smurfen willen wraak en belegeren het dorp. Het dorp wordt compleet vernield en de Smurfen worden krijgsgevangenen en in een werkkamp opgesloten.
Grote Smurf bekent dat hij de eendracht tussen de Smurfen wilde herstellen en dat hij daarom een nieuwe stam met kwaadaardige Smurfen maakte, een exacte kopie van het echte Smurfendorp, maar de Smurfen zouden enkel de slechte karaktertrekken van de Smurfen hebben. Zo is de grijze Smurfin verwaand en arrogant, is de grijze Potige Smurf een intimiderende bullebak, en is de grijze Grote Smurf rommelig en slechts geïnteresseerd in wetenschap in plaats van magie.
Nu wil hij de grijze Smurfen weer wegtoveren, maar zijn toverboeken zijn vernield. Een Smurf bedenkt dat er dan ook een kopie van die boeken moet zijn in het gekopieerde dorp. Enkele Smurfen breken 's nachts uit en gaan naar het laboratorium. Grote Smurf slaagt erin zijn middel te maken en het slaagt: alle grijze Smurfen verdwijnen weer. Vol herwonnen eendracht slaan de Smurfen aan het werk: hun eigen dorp moet nog hersteld worden.